# Ida Barney
Ida Barney (* 6. November 1886 in New Haven, USA; † 7. März 1982 ebenda) war eine US-amerikanische Astronomin.

## Leben und Werk

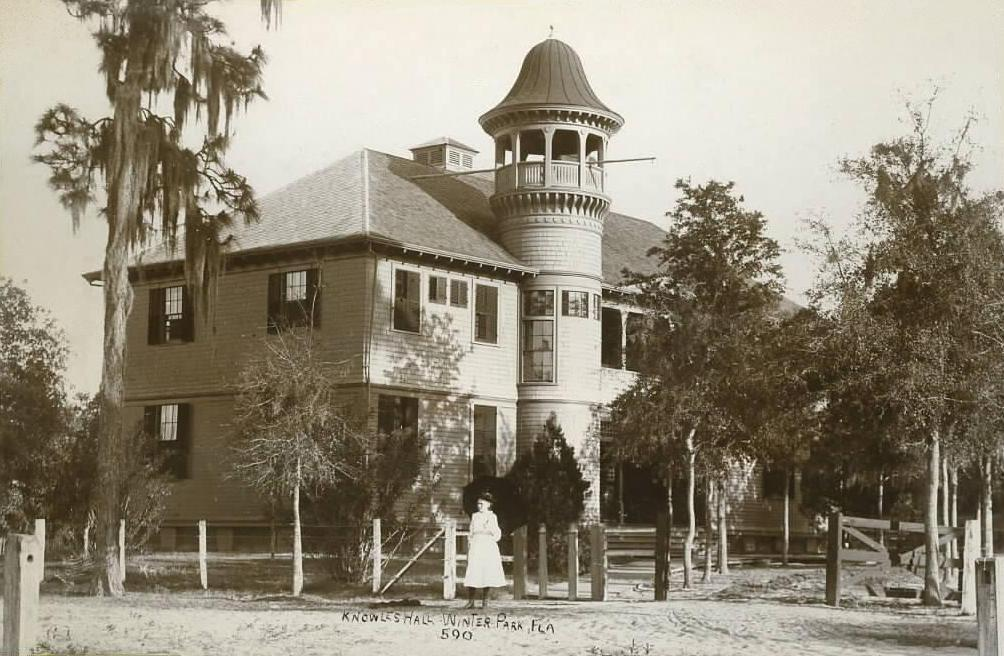
Old Knowles Hall, Rollins College, Winter Park, Florida

Barney war die älteste von zwei Töchter von Ida Bushnell Barney und dem Fakultätsmitglied im Bereich Civil Engineering an der Yale University, Samuel Eben Barney. Nach dem Besuch der New Haven High School studierte sie Mathematik ab 1904 am Smith College und schloss 1908 mit einem Bachelor of Arts ab. Sie war dort Mitglied von den nationalen Ehrengesellschaften Phi Beta Kappa und Sigma Xi. 1911 promovierte sie in Mathematik bei James Pierpont an der Yale University mit der Dissertation: Line and Surface Integrals.
Von 1911 bis 1912 war Dozentin am Rollins College. Anschließend war sie bis 1917 als Dozentin für Mathematik am Smith College tätig. Von 1917 wurde sie bis 1919 als Professorin am Lake Erie College in Painesville, Ohio, angestellt. 1920 kehrte sie als Assistenzprofessorin an das Smith College zurück.
1921 besuchte sie an der Yale University einen Graduiertenkurs in Astronomie und im folgenden Jahr wurde sie wissenschaftliche Mitarbeiterin am Yale University Observatory. Am Observatorium war sie an einem Sternkartierungsprojekt unter Leitung von Frank Schlesinger beteiligt. Dieses Projekt wurde unter Beteiligung des Lick-Observatoriums der University of California, des US Naval Observatory und des Royal Observatories at Greenwich durchgeführt. Barney zeichnete die Position von Sternen von fotografischen Platten auf und arbeitete an den Berechnungen der Himmelskoordinaten aus deren Positionen auf den Platten. Sie entwickelte mehrere Methoden, die sowohl die Genauigkeit als auch die Geschwindigkeit astronomischer Messungen verbesserten, einschließlich der Verwendung einer Maschine, die die Fotoplatten automatisch zentrierte. Barney veröffentlichte mit Schlesinger zwölf Katalogbände, die in den Transaktionen des Astronomischen Observatoriums der Yale University erschienen. Die ersten sechs dieser Bände erschienen 1925 bis 1934 und wurden produziert, bevor IBM Lochkartenmaschinen die Berechnungen erleichterten.
1941 ging Schlesinger in den Ruhestand und Barney übernahm die gesamte Katalogisierung. Unter ihrer Leitung wurden die Messungen der fotografischen Platten im IBM Watson Scientific Laboratory mit einem neuen elektronischen Gerät durchgeführt, das die Augenbelastung reduzierte und die Genauigkeit erhöhte. Zwischen 1945 und 1950 verfasste sie weitere acht Katalogbände. 1949 wurde sie zur außerordentlichen Professorin für eine Amtszeit von fünf Jahren befördert. Als das Projekt 1950 abgeschlossen war, entstanden die so genannten Yale Photographic Zone-Kataloge. Von 1951 bis 1954 verfasste sie einen Ergänzungsband und zwei überarbeitete Kataloge. Sie war auch Co-Autorin von drei neuen Katalogen, die 1954 und 1959 veröffentlicht wurden. Sie trug zum Yale Observatory Zone Catalog bei, einer Reihe von Sternkatalogen, die 1939 bis 1983 vom Yale Observatory herausgegeben wurden und ungefähr 400.000 Datensätze enthielten. Ihr individueller Beitrag zu diesen Sternenkatalogen erfasste Position, Größe und Eigenbewegung von etwa 150.000 Sternen. Barney zog sich 1955 aus dem akademischen Leben zurück. Ihre Nachfolgerin wurde Dorrit Hoffleit.
Sie war eine begeisterte Vogelbeobachterin und Präsidentin des New Haven Bird Club. Nach ihrer Pensionierung lebte sie weiterhin in New Haven, wo sie im Alter von 95 Jahren starb.

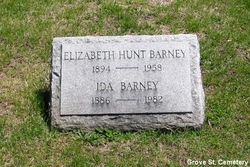
Grabstein von Ida Barney

## Ehrungen (Auswahl)
Barney war nach Cecilia Payne-Gaposchkin, Charlotte Moore Sitterly, Julie Marie Vinter Hansen, Antonia Maury, Emma Vyssotsky und Helen Sawyer Hogg die siebte Preisträgerin des Annie-Jump-Cannon-Preis für Astronomie der American Astronomical Society.
Der Asteroid (5655) Barney, der 1973 von Ingrid van Houten-Groeneveld, Cornelis Johannes van Houten und Tom Gehrels am Palomar-Observatorium entdeckt wurde, wurde ihr zu Ehren benannt.

## Mitgliedschaften
- American Mathematical Society
- Mathematical Association of America
- American Astronomical Society
- International Astronomical Union
- Royal Astronomical Society
- American Association for the Advancement of Science
- Phi Beta Kappa
- Sigma Xi

## Veröffentlichungen (Auswahl)
- A extension of Green's theorem. 1914.
- mit Jan Schilt: Discussion of the proper motions in the equatorial Zone. Astronomical Journal 37: 181, 1927.
- mit Jan Schilt: Analysis of the Yale proper motions in the zones between +50 degrees and +55 degrees and between +55 degrees and +60. Astronomical Journal 40: 168, 1930.
- mit Frank Schlesinger: An effect of a star's color upon its apparent photographic position. Astronomical Journal. 47: 86, 1938.
- mit Frank Schlesinger: On the accuracy of the proper motions in the General Catalogue Albany. Astronomical Journal. 48: 51, 1939.
- mit Frank Schlesinger: New reductions of astrographic plates with the help of the Yale photographic Catalogues. Astronomical Journal. 49: 39, 1940.